# Antwone Fisher (film)
Antwone Fisher è un film biografico del 2002, esordio alla regia dell'attore Denzel Washington, ispirato alla storia vera di Antwone Fisher. Il film segna anche il debutto cinematografico dell'attore Derek Luke.

## Trama
Il marinaio di colore Antwone Fisher ha dei seri problemi di autocontrollo, non riuscendo a controllare improvvisi attacchi di collera. Dopo l'ennesimo conflitto con i commilitoni, i superiori gli affiancano uno psichiatra che possa aiutarlo. Il Dr. Jerome Davenport inizia gradualmente a scavare nel passato traumatico di Fisher, facendo venire a galla la sua turbolenta infanzia, quando venne abbandonato dalla madre in un orfanotrofio, dopo essere nato in un istituto penitenziario, fino all'adozione da parte di una coppia molto religiosa, da parte della quale Fisher dovette subire ogni tipo di maltrattamento ed abuso. Il rapporto tra Fisher e il Dr. Davenport servirà a lenire i traumi di Antwone, ma sarà di beneficio a Davenport stesso, da tempo in crisi con la moglie con la quale non riesce ad avere figli.

## Riconoscimenti
- National Board of Review Award alla migliore performance rivelazione maschile a Derek Luke
- Independent Spirit Award per il miglior attore protagonista a Derek Luke
- 3 Black Reel Awards, miglior performance rivelazione maschile a Derek Luke, miglior attore a Derek Luke, miglior regia a Denzel Washington